# Elisabeth Flügge
Elisabeth Flügge (geborene  Uhrbach; * 4. Februar 1895 in Hamburg; † 2. Februar 1983 ebenda) war eine deutsche Lehrerin, die als Gerechte unter den Völkern ausgezeichnet wurde.

## Leben
Elisabeth Flügge war die Tochter eines Kaufmanns, sie wuchs mit zwei Schwestern auf. Sie war evangelische Christin, ihr Elternhaus war vom Freimaurertum geprägt. Sie schloss sich den Wandervögeln an, bei denen sie ihren späteren Mann kennenlernte, der deutschnational eingestellt war. Sie legte 1916 die Lehramtsprüfung ab und unterrichtete bis 1919 an einer Vorschule für Jungen in der Sierichstraße. 1919 heiratete sie. Ihr Vater, der sie vor dieser Ehe gewarnt hatte, war kurz zuvor gestorben. 1920 wurde ihr Sohn geboren, 1922 eine Tochter. Von ihrem Mann trennte sie sich 1924. 1926 wurde die Ehe geschieden.
1926 nahm sie ihre Unterrichtstätigkeit an der reformpädagogischen  privaten Mittelschule für Mädchen von Ria Wirth am Mittelweg wieder auf. 1930 legte sie die Zweite Lehramtsprüfung für das höhere Lehramt ab. Ihre Schule nahm ab 1932 jüdische Mädchen auf, nachdem die jüdische Schule von Jacob Löwenberg in der Nachbarschaft geschlossen worden war. Als die Bewegungsfreiheit der jüdischen Schülerinnen immer weiter eingeschränkt wurde, mietete sie ein Haus im Dorf Ollsen, heute zur Samtgemeinde Hanstedt gehörig, wo die Mädchen die Ferien verbrachten.
1933 begann Elisabeth Flügge Zeitungsausschnitte aus dem Hamburger Fremdenblatt und der Frankfurter Zeitung zu sammeln. Sie ergänzte sie durch eigene Notizen. Außerdem las sie die Publikationen der Bekennenden Christen. Am 20. August 1934 notierte sie in einer schwarzen Kladde nach der Volksabstimmung zur Vereinigung der Ämter des Reichspräsidenten und des Reichskanzlers auf die Person Adolf Hitlers vom 19. August 1934: „Wer wird der Führer der sechs Millionen Nein-Sager oder Nichtwähler sein? Was wird kommen, eine gemäßigtere Rechtsregierung oder noch schärfere Diktatur? Trotz des Befehls zu flaggen, ist die Stimmung keineswegs siegesgewiss. Man fühlt es genau und wartet was kommen wird.“ Am 18. August 1934, nachdem Adolf Hitler am Vorabend in Hamburg gesprochen hatte, schrieb sie: „Fast zwei Stunden raste, bellte, kläffte und tobte er, hingerissen von seinen eigenen Worten, entzündet an seinem gigantischen Willen, überzeugt von seiner noch nie da gewesenen Mission.“ Zu einem Bericht über „Säuberungsaktionen“ gegen Homosexuelle in der Frankfurter Zeitung vom 18. Dezember 1934 notierte sie: „Auch eine Säuberungsaktion!“
1938 wurde sie zu einer öffentlichen Mädchen-Volksschule an der Großen Freiheit versetzt, die Versetzung konnte als Strafmaßnahme verstanden werden. 1940 wurde sie Beamtin. Als sie sich 1942 weigerte, an der Kinderlandverschickung teilzunehmen, wurde sie ihres Amtes enthoben und als Sachbearbeiterin in das Haupternährungsamt strafversetzt. Sie kümmerte sich weiterhin um ihre ehemaligen Schülerinnen und deren Eltern. Dabei gelang es ihr etwa, die Deportation der Mutter einer Schülerin zu verzögern und durch ihre Kontakte ins Ausland die Emigration anderer zu erleichtern.
Im Juli 1943 nahm sie einen jüdischen Arzt, dessen nichtjüdische Frau und den erwachsenen Sohn bei sich auf, als deren Haus durch einen Bombenangriff zerstört worden war. Die Familie lebte bei ihr bis Ende des Zweiten Weltkriegs.
Ihr Sohn lehnte Ende 1944 die Beförderung zum Offizier ab und verweigerte alle Befehle, worauf ihm die Hinrichtung wegen Befehlsverweigerung drohte. Sie bat ihn, Soldat zu bleiben. Der Sohn fiel im Januar 1945 an der Front im Kurland.
Ab 1944 arbeitete Elisabeth Flügge wieder als Lehrerin, zunächst an einer Volksschule in Sasel, ab 1946 als Schulleiterin. Bis 1947 leitete sie die Volksschule Bäckerbreitergang, anschließend bis zur Pensionierung 1958 die Volksschule Erikastraße, die heutige Wolfgang-Bochert-Schule. 1953 nahm sie an einem Klassentreffen teil, das ehemalige Schüler in New York City veranstalteten.
2001 veröffentlichte die Landeszentrale für politische Bildung Hamburg ihre Sammlung von Zeitungsberichten und Notizen unter dem Titel Wie wird es weitergehen... Zeitungsartikel und Notizen aus den Jahren 1933 und 1934 gesammelt und aufgeschrieben von Elisabeth Flügge.

## Ehrungen
- Gerechte unter den Völkern (1976)
- Bundesverdienstkreuz am Bande (15. Oktober 1981)[4]
- Elisabeth-Flügge-Straße in Hamburg-Alsterdorf (2002)